# Jens Dennow
Jens Dennow, till 1941 Thomassen, född 7 augusti 1910, död 26 januari 1947 i flygolyckan vid Kastrup, var en dansk musiker och kapellmästare, musikimpressario, kompositör och textförfattare, manusförfattare och filmproducent.
Dennow var bland annat produktionsledare för motståndsdramat Den röda jorden som vann en guldpalm vid Cannesfestivalen 1946. Han var gift med skådespelerskan Gerda Neumann som också omkom i flygkraschen vid Kastrup. 

## Filmografi
- 1940 – En ganske almindelig Pige
- 1943 – Op med humøret (även manus)
- 1943 – Storken
- 1943 – En pige uden lige
- 1943 – Ebberöds bank
- 1945 – Den röda jorden
- 1947 – Familien Swedenhielm